# Pellaea lyngholmii
Pellaea lyngholmii är en kantbräkenväxtart som beskrevs av Michael D. Windham. Pellaea lyngholmii ingår i släktet Pellaea och familjen Pteridaceae. Inga underarter finns listade.